# غاري براون (لاعب كرة قدم أمريكية أمريكي)
غاري براون (بالإنجليزية: Gary Brown)‏ هو لاعب كرة قدم أمريكية أمريكي، ولد في 1 يوليو 1969 في ويليامسبورت في الولايات المتحدة.

## وصلات خارجية
- غاري براون على موقع مرجع كرة القدم المحترفة.كوم (الإنجليزية)